# Lampione
Lampione este o insulă de dimensiuni mici situată în Strâmtoarea Siciliei care, împreună cu Lampedusa și Linosa, constituie arhipelagul Insulelor Pelagie. Suprafața ei este de aproximativ 1,2 km² și altitudinea maximă este de 36 m. 
Este o insulă nelocuită și unica intervenție umană este un far care nu se mai află în funcțiune. Numele insulei se trage de la această construcție. 
Insula face parte din Rezervația Naturală a Insulelor Pelagie în italiană Area Marina Protetta Isole Pelagie. Atât flora cât și fauna sunt protejate iar orice fel de activitate umană pe insulă este interzisă, cu excepția studiilor și investigațiilor cu caracter științific.  

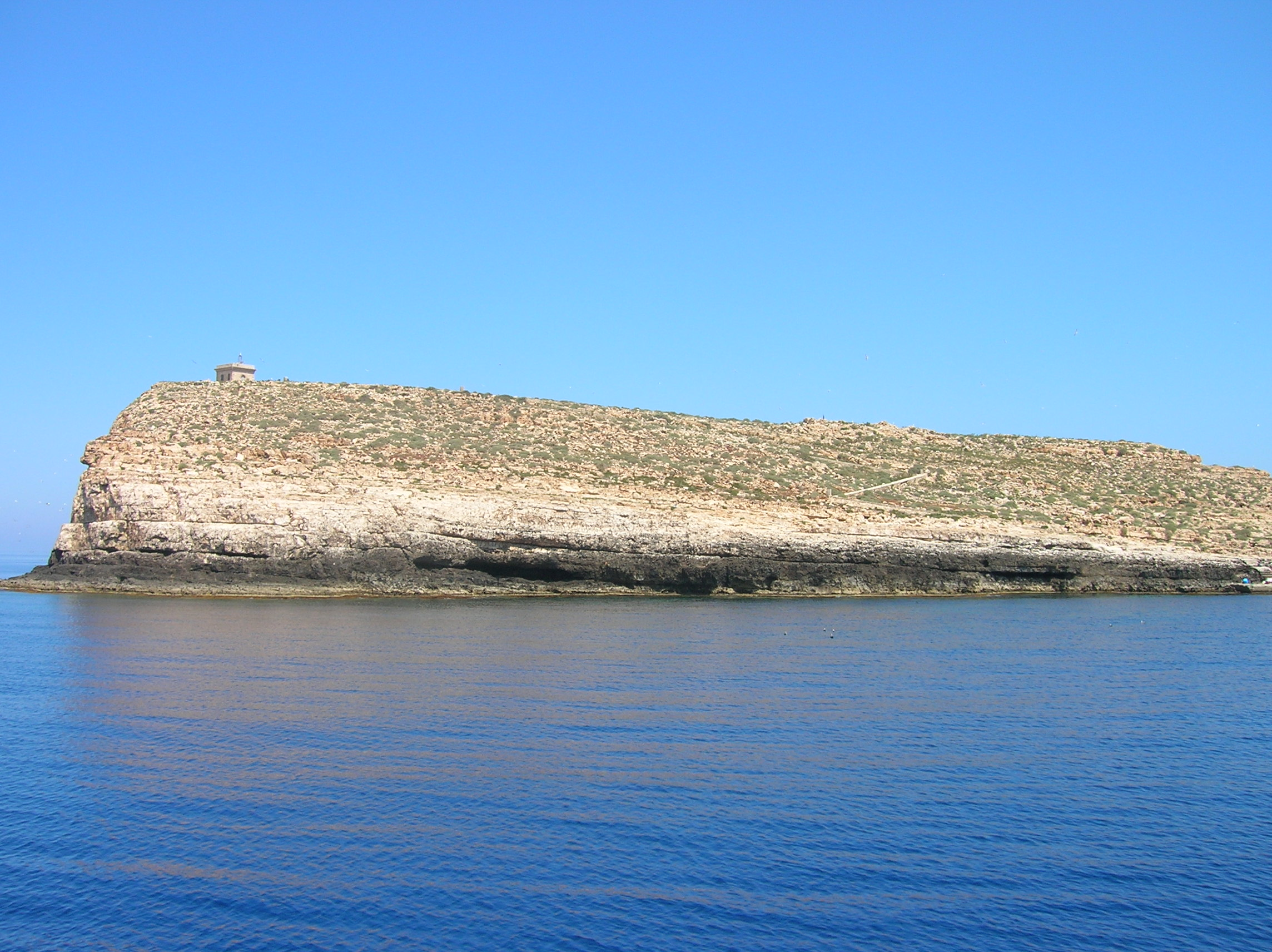
Insula Lampione

Un număr semnificativ de păsări migratoare poposesc pe insulă. Fauna marină cuprinde și câteva specii de rechini, printre care rechinul-cenușiu (Carcharhinus amblyrhynchos), precum și specii de corali galbeni și roz.